# Otto I. von Salm
Otto I. von Salm (* um 1080; † 1150) war Graf von Rheineck und 1125 bis 1137 Pfalzgraf bei Rhein. 

## Leben
Seine Eltern waren der deutsche Gegenkönig Hermann von Salm und Sophia von Formbach. Der im Investiturstreit papsttreue Vater entstammte einem Seitenzweig der Wigeriche und begründete das Haus Salm. Er ließ sich 1081 zum Gegenkönig Heinrichs IV. wählen. Als bloßer Schattenkönig konnte er sich jedoch nicht durchsetzen und starb 1088 in Cochem.

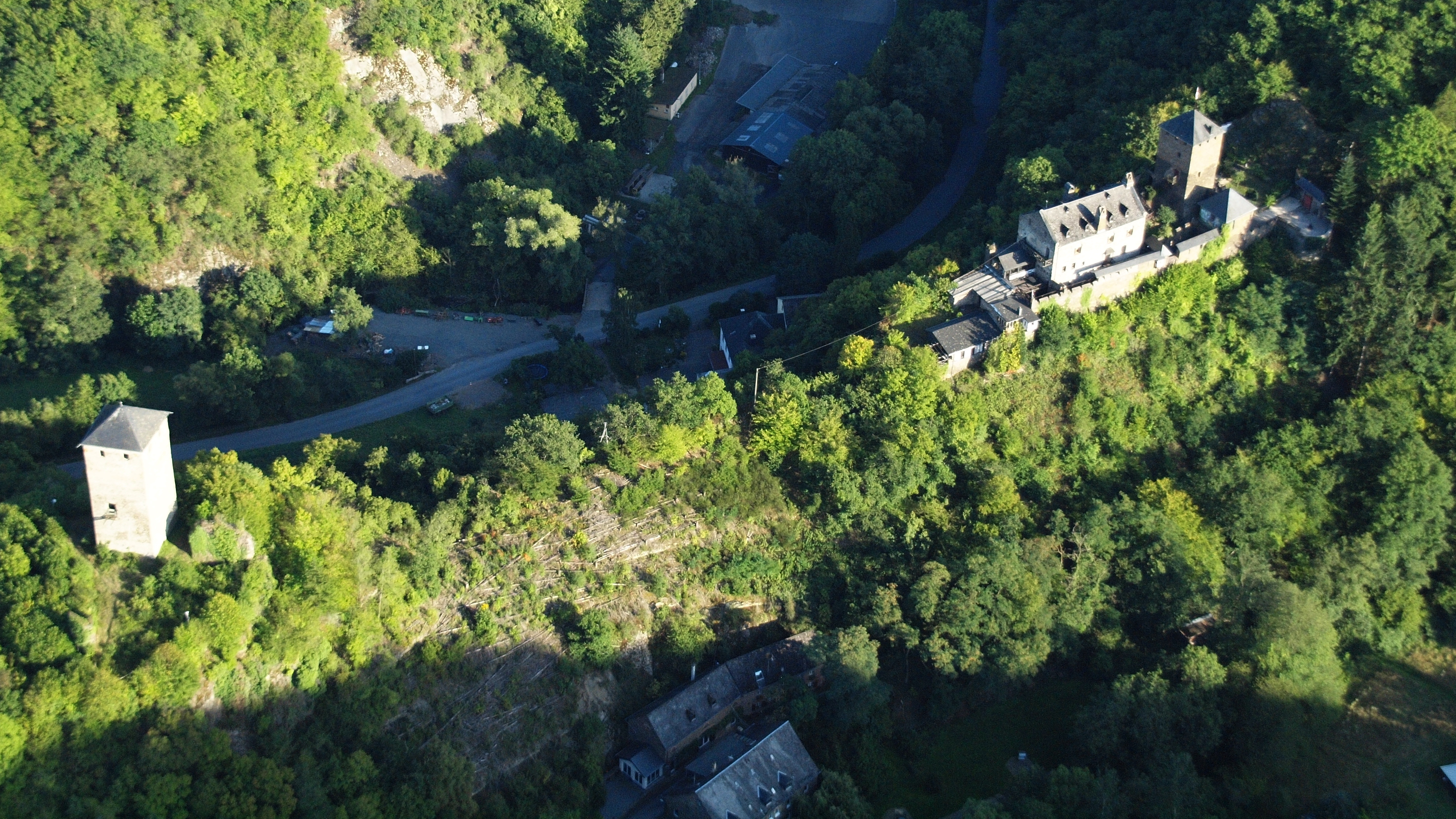
Burg Treis

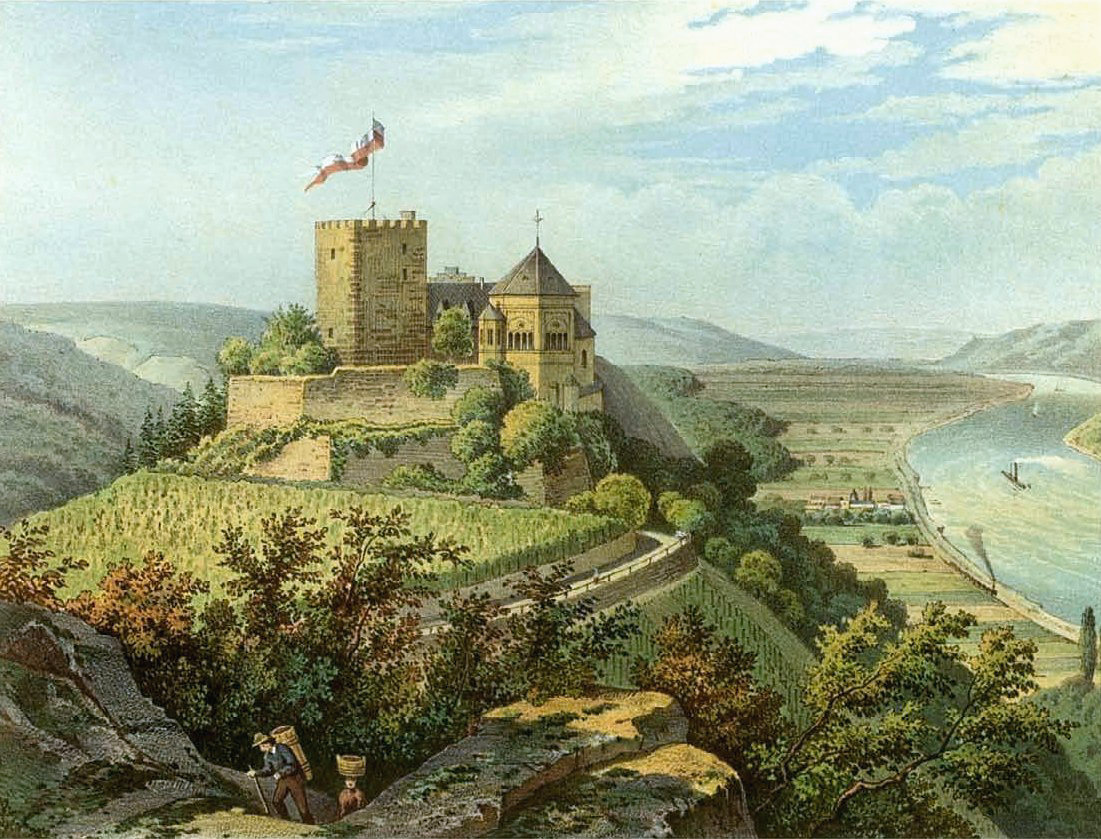
Burg Rheineck (um 1860)

Otto heiratete um 1115 Gertrud von Northeim, eine Tochter und Erbin des Grafen Heinrich des Fetten von Northeim, Markgraf von Friesland, und der Gertrud von Braunschweig. Heinrich der Fette hatte einst zu den Unterstützern des Gegenkönigs Hermann gehört. Gertrud war seit zwei Jahren Witwe; ihr erster Ehemann, der seit 1095 als Pfalzgraf bei Rhein amtierende Siegfried von Ballenstedt aus dem Haus der Askanier, hatte um 1100 die Burg Cochem erbaut und war 1113 im Kampf gegen Kaiser Heinrich V. gefallen. Durch die Eheschließung wurde Otto zum Stiefvater von Siegfrieds beiden Söhnen Siegfried II. und Wilhelm. Doch erkannte der Kaiser deren Erbansprüche nicht an und ernannte stattdessen seinen Getreuen Gottfried von Calw zum rheinischen Pfalzgrafen. Otto sah es als seine Aufgabe an, die Rechte der Askanier durchzusetzen. Auch erhob er Anspruch auf das Eigengut Siegfrieds an der Mosel sowie in Eifel und Hunsrück. Zu diesem Zweck erbaute er nach 1115 die Burg Treis, da Cochem sich in der Hand Gottfrieds befand. 1121 wurde Treis aber vom Kaiser erobert. Otto zog dann auf die Burg Rheineck, die auf dem Erbgut seiner Frau lag und nannte sich um 1124 nach dieser Burg Otto von Rheineck. Ob Otto oder bereits Siegfried diese Burg erbaut hat, ist ungeklärt.
Die Schwester von Ottos Frau, Richenza von Northeim, war seit 1100 mit dem sächsischen Grafen Lothar von Supplinburg verheiratet, der seit 1106 als Herzog von Sachsen amtierte und 1125 als Lothar III. zum römisch-deutschen König als Nachfolger Kaiser Heinrichs V. gewählt wurde; 1133 bis 1137 amtierte er als Kaiser des Heiligen Römischen Reiches. Mit Unterstützung des neuen Reichsoberhaupts setzte Otto 1125 rasch die Wiedereinsetzung seines Stiefsohns Wilhelm zum Pfalzgrafen durch, er selbst wurde zum Co-Pfalzgrafen ernannt. Gottfried von Calw durfte bis zur Volljährigkeit Wilhelms aber weiter die Regentschaft führen. Ab 1130 war auch die Burg Cochem wieder unter der Kontrolle der Familie. 
Nach dem Tod seines Stiefsohnes Wilhelm 1140 beanspruchte Otto die rheinische Pfalzgrafschaft für sich, aber der 1138 neu gewählte erste Stauferkönig Konrad III. zog die Pfalzgrafschaft als erledigtes Lehen ein und gab sie stattdessen seinem eigenen Halbbruder Heinrich Jasomirgott von Österreich und ein Jahr später seinem Schwager Hermann von Stahleck. Otto konnte die Burgen Treis und Rheineck bis 1148 bzw. 1151 für sich sichern. 1148 brach offener Kampf zwischen den Widersachern Otto und Hermann aus. Schließlich eroberte der Trierer Erzbischof Albero die Treiser Burg und annektierte sie für das Erzstift Trier, dessen Vogt Hermann war. Die Burg Rheineck wurde nach Ottos Tod 1151 mit Genehmigung König Konrads durch Hermann und Albero zerstört.
Nachkommen:
- Otto II. (* um 1115; † 1149); eröffnete den Kampf um die Pfalz gegen Hermann von Stahleck, fiel dabei 1148 in dessen Hände und wurde im gleichen oder folgenden Jahr auf der Schönburg bei Oberwesel erdrosselt.
- Sophie († 1176); heiratete 
  - ⚭ 1.) Dietrich VI. von Holland († 6. August 1157) (Gerulfinger)
  - ⚭ 2.) evtl. Albrecht den Bären (* um 1100; † 1170), den ersten Markgrafen und Gründer der Mark Brandenburg.
- Beatrix; heiratete Wilbrand I. von Loccum-Hallermund, Markgraf von Friesland.